# Графство Гвасталла

Герб графства Гвасталла

Графство Гвасталла — графство XV-XVII вв. в северной Италии с центром в городе Гвасталла, которым владели семейства Торелли и Гонзага.
Город получил статус графства в 1406 году, когда им владел Гвидо Торелли, служивший у Филиппо Мария Висконти. В 1456 году земли графства были разделены между его сыновьями: Пьетро Гвидо I Торелли унаследовал территорию с Гвасталлой, а для Кристофоро I Торелли было создано графство Монтекьяруголо.
В 1539 году графство Гвасталла было куплено кондотьером Ферранте I Гонзага, потомки которого и стали править графством.
2 июля 1621 года император Фердинанд II повысил статус территории до герцогства.

## Графы Гвасталла
- Гвидо Торелли (1428—1449)
- Кристофоро I Торелли и Пьетро Гвидо I Торелли (1449—1456)
- Пьетро Гвидо I Торелли (1456—1460)
- Гвидо Галеотто Торелли и Франческо Мария Торелли (1460—1480)
- Франческо Мария Торелли (1480—1486)
- Пьетро Гвидо II Торелли (1486—1494)
- Акилле Торелли (1494—1522)
- Луиза Торелли (1522—1539)
- Ферранте I Гонзага (1539—1557)
- Чезаре I Гонзага (1557—1575)
- Ферранте II Гонзага (1575—1621)